# تحصیل ننکانه صاحب
تحصیل ننکانه صاحب (به انگلیسی: Nankana Sahib Tehsil) یک تحصیل در پاکستان است که در پنجاب واقع شده‌است. تحصیل ننکانه صاحب ۱۸۷ متر بالاتر از سطح دریا واقع شده‌است.